# Dasypsyllus comatus
Dasypsyllus comatus är en loppart som beskrevs av Jordan 1933. Dasypsyllus comatus ingår i släktet Dasypsyllus och familjen fågelloppor. Inga underarter finns listade i Catalogue of Life.